# Othelric

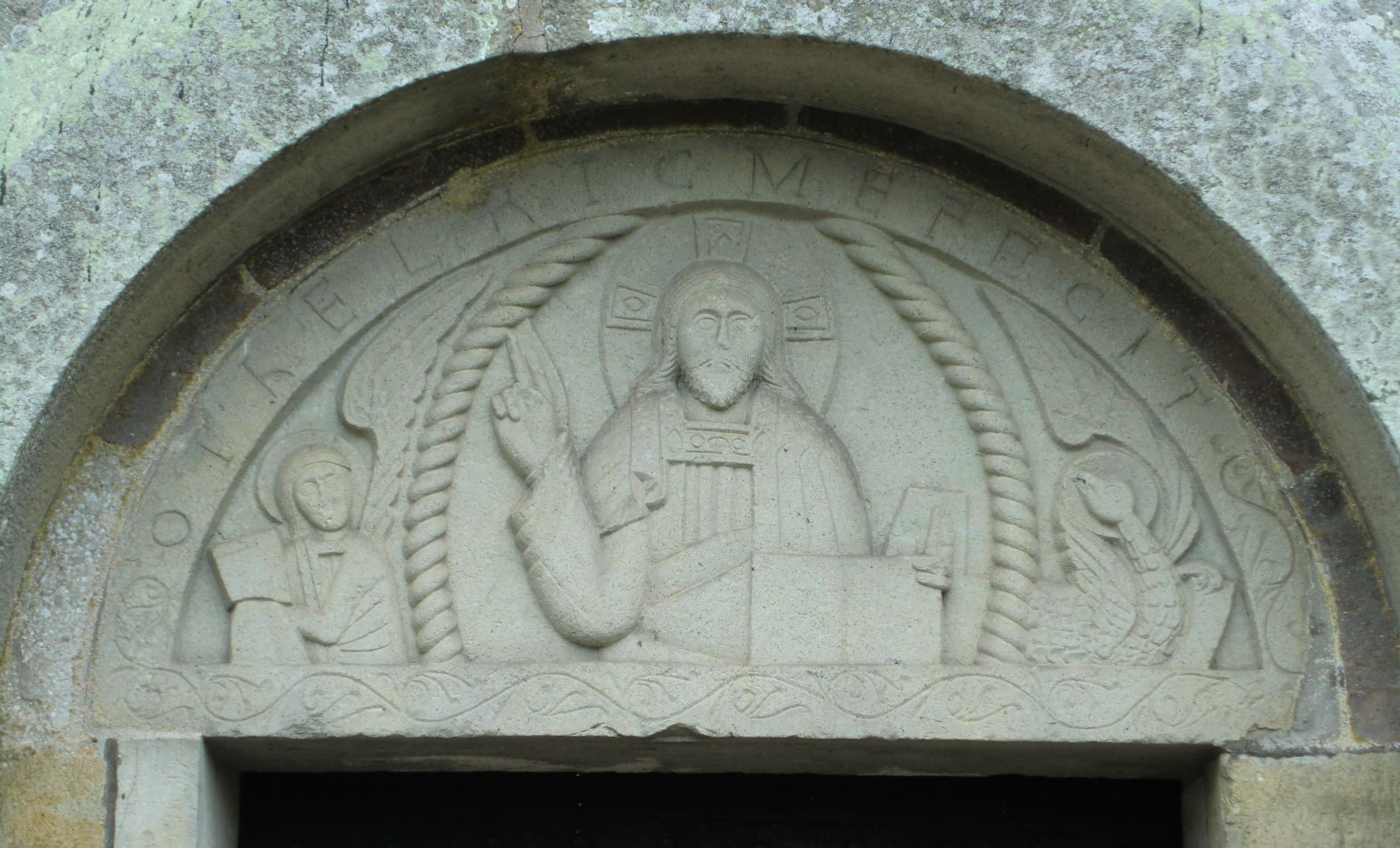
Othelric me fecit (Othelric gjorde mig). Den tyske 1100-tals stenmästarens signerade relief, med palmettranka i bården, från Skälvums kyrka nära Kinnekulle. Till vänster Matteus ängel och t.h. Johannes örn, vilka båda håller i en evangeliebok.

Othelric var en svensk stenmästare, verksam i mitten av 1100-talet.
Man har antagit att denne stenmästare var av lågtysk börd av namnet att döma, men med en konstnärlig utbildning från England. Hans verksamhetstid beräknas ligga mellan 1140 och 1170-talet. Det antas att han först arbetat vid bygget av Skara domkyrka och därefter även uppfört tornet i Kinne-Vedums kyrka. Othelric är känd genom ett befintligt tympanonfält i västportalen i Skälvums kyrka. Portalen var ursprungligen placerad i söder men flyttade i samband med en renovering av kyrkan. Tympanonfältet framställer en tronande Kristus omgiven av två evangelistsymboler. Omkring framställningen kan man läsa texten Othelric me fecit. Med Othelric infördes det romanska och mer kontinentalt betonade formspråket i det Västgötska stenhuggeriet. För Skälvums kyrka utförde han en relief av en stående biskop samt en del arkitektoniskt ornamentala detaljer. Till hans verk räknas även dopfuntarna i Skälvum, Skeby, Härene, Sävare, Härjevads, Flakebergs och Hornborga kyrkor. Dopfuntarnas figurer är rustikt framställda och skildrar i flera fall kampen mellan gott och ont samt som huvudmotiv Kristi dop. Motiven är inställda i arkader som ibland saknar pelare för att gestalterna i de bredvidliggande utsmyckningarna skall få en intimare kontakt. Othelrics figurstil utmärks av en viss tyngd och skiljer sig från andra provinsarbeten genom sin monumentalitet. Man antar att han haft sin verksamhet förlagd till ett stenbrott på Kinnekulles södra sluttning. De sista spåren av hans verk är i detaljer från byggandet av Gudhems kloster som fullbordades omkring år 1172.  

## Skälvums kyrka

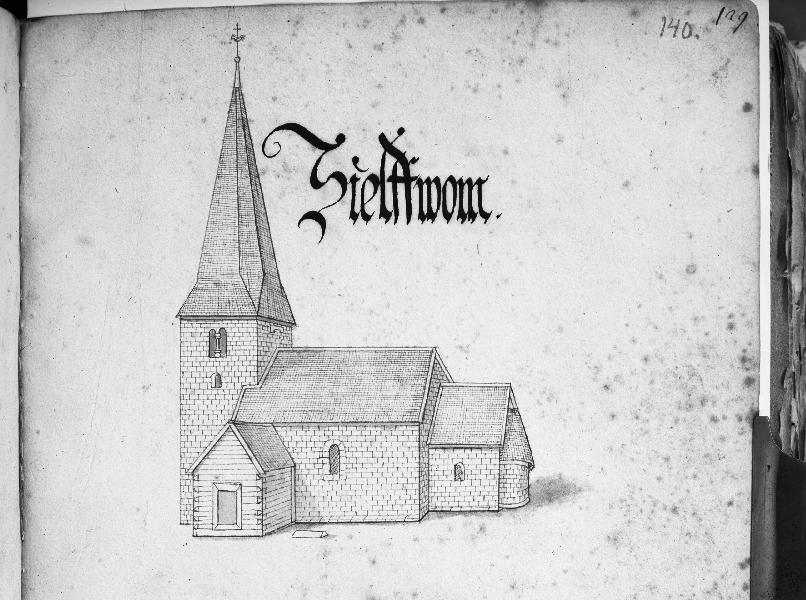
Skälvum ca. 1670. (Från Peringskiölds Monumenta Sveo-Gothorum)

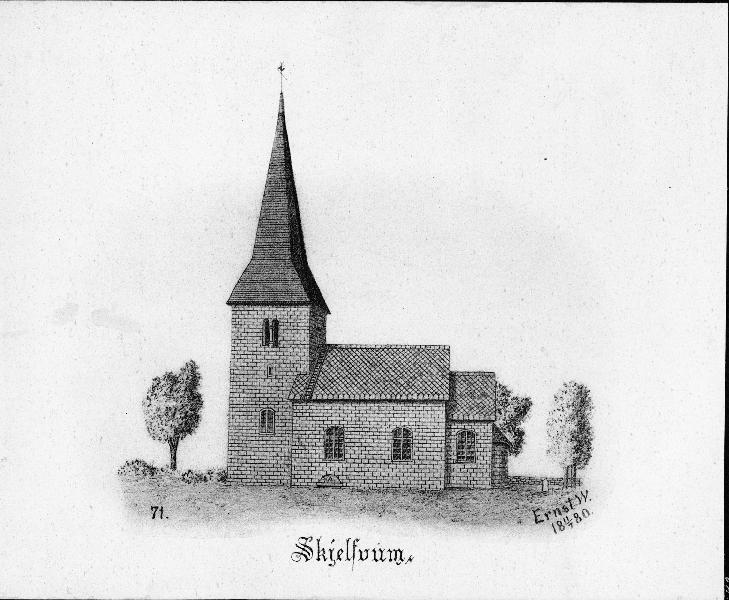
Skälvum 1880. Teckning av Ernst Wennerblad.

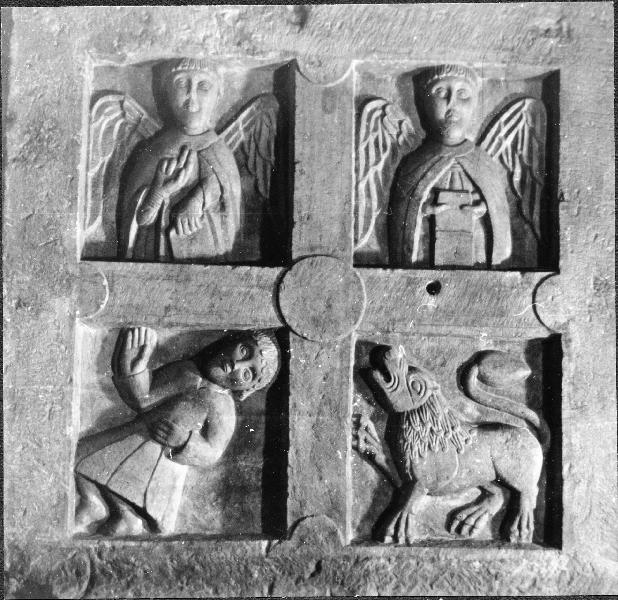
Stenrelief inne i kyrkan. Ursprungligen ett altarframstycke, antemensale. Den vänstra ängeln håller i en skrift och välsignar med två lyfta fingrar, ett vanligt grepp på ikoner föreställande Jesus. Tolkas i ortodoxin som en uppmaning att skaffa sig kunskap (läsa Bibeln). Även den högra ängeln håller i en skrift. Kan det vara Paulus och Petrus, som komplement till Othelrics signatur-relief ?

Skälvums kyrka är relativt oförändrad sedan den byggdes av Othelric på 1100-talet, något den har gemensamt med Kinne-Vedum. Han var alltså inte bara skulptör utan också byggmästare och antagligen ledare för en grupp av hantverkare. Att hantverkare och konstnärer arbetade i grupp under medeltiden är fastlagt genom t.ex. kunskapen om Vittskövlegruppen i Skåne.

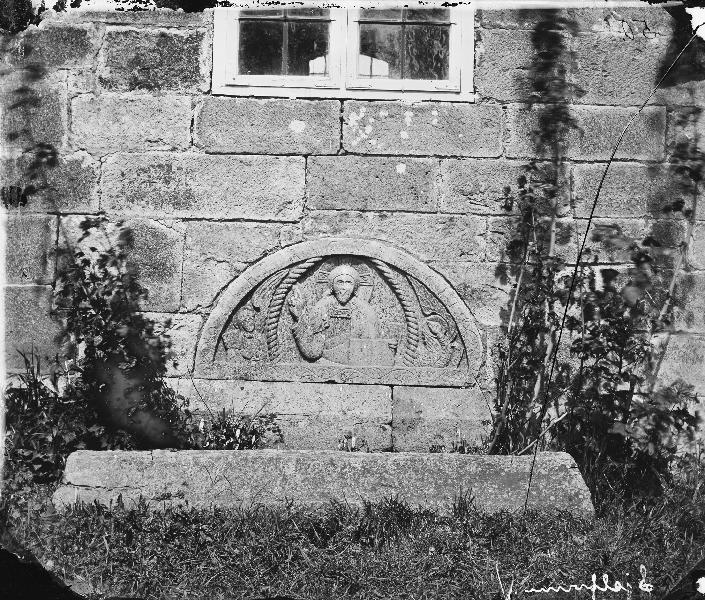
Tympanonfält, inmurat i långhusets södra fasad. Här (1964) sitter det på samma plats där det satt 1888.
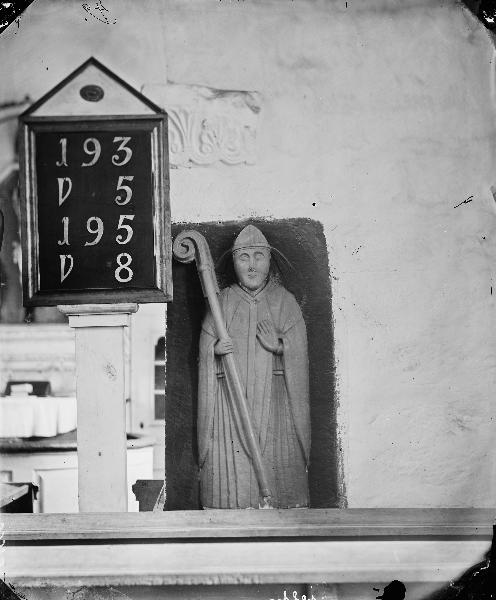
Biskopen med sin kringla inne vid koret. Är det Sankt Nikolaus eller rent av den samtida och mäktige Bengt den Gode i Skara?
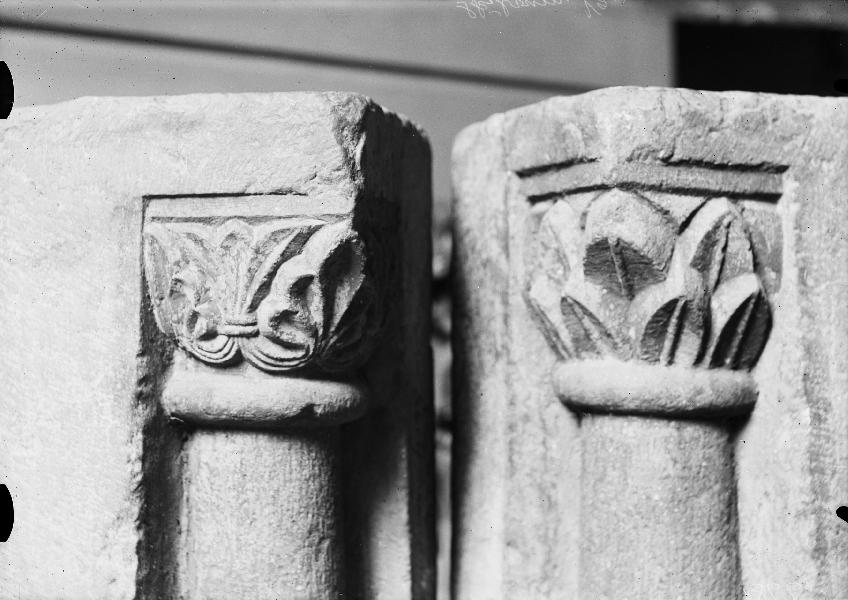
Kolonnetter (små pelare) som hört till altaret, Detaljfoto av kapitälen. Foto: Anders Roland
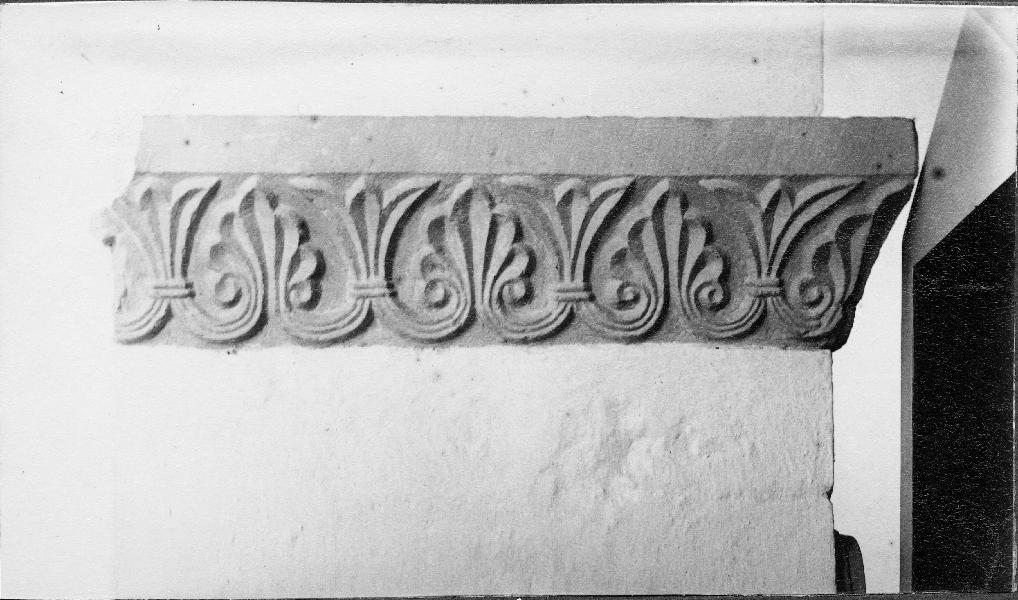
Skulpterad fris under triumfbågen/korbågen i Skälvum Foto: Sanfrid Welin, 1890.
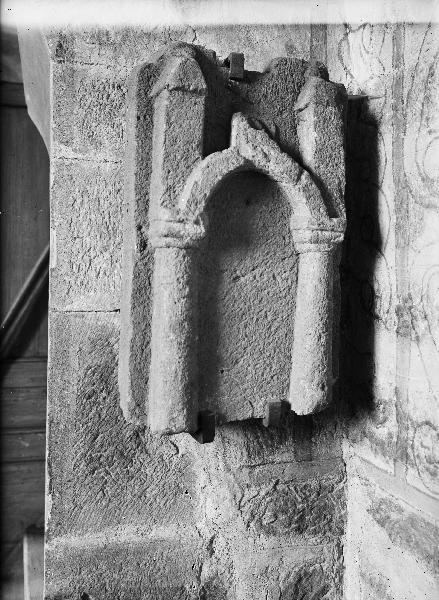
Del av söndrig detalj, oklart vad.
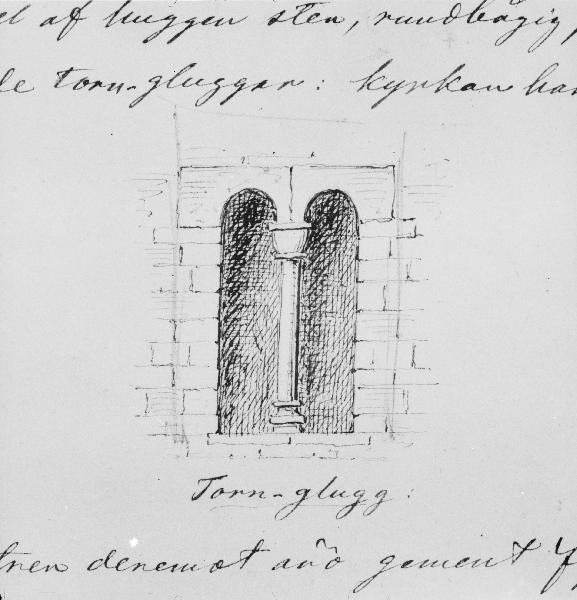
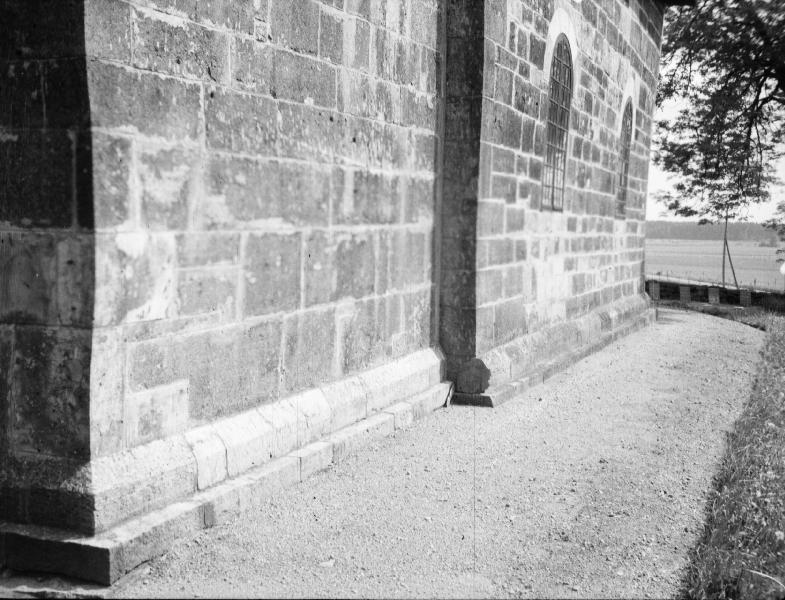
Välhuggen kvadersten lagd i förband (omlott).
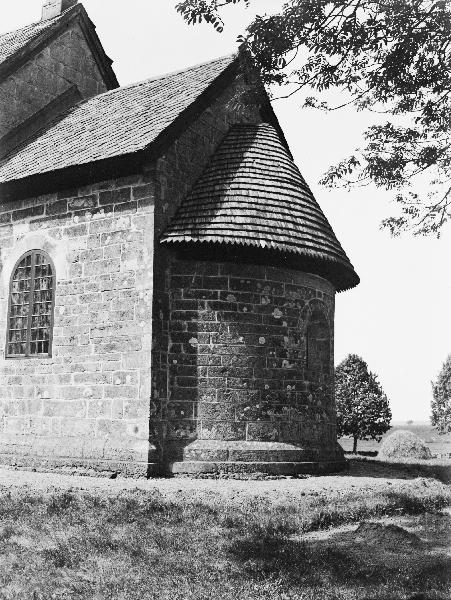
Skälvum
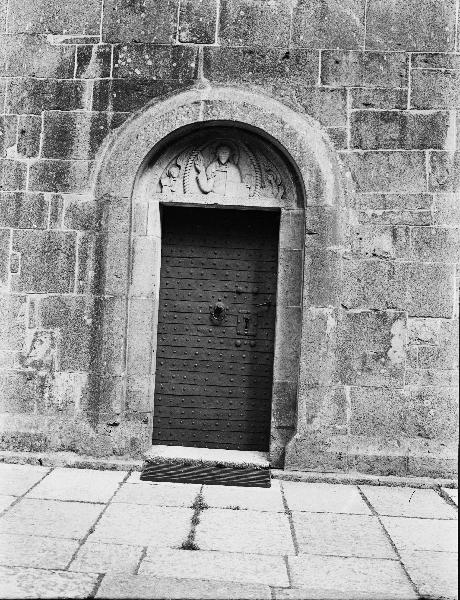
Skälvum
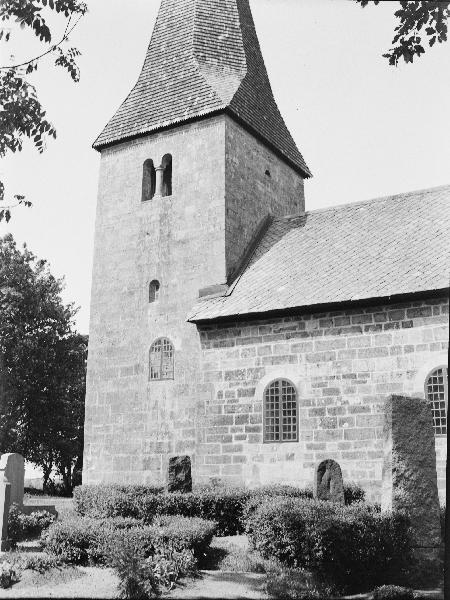
Skälvum
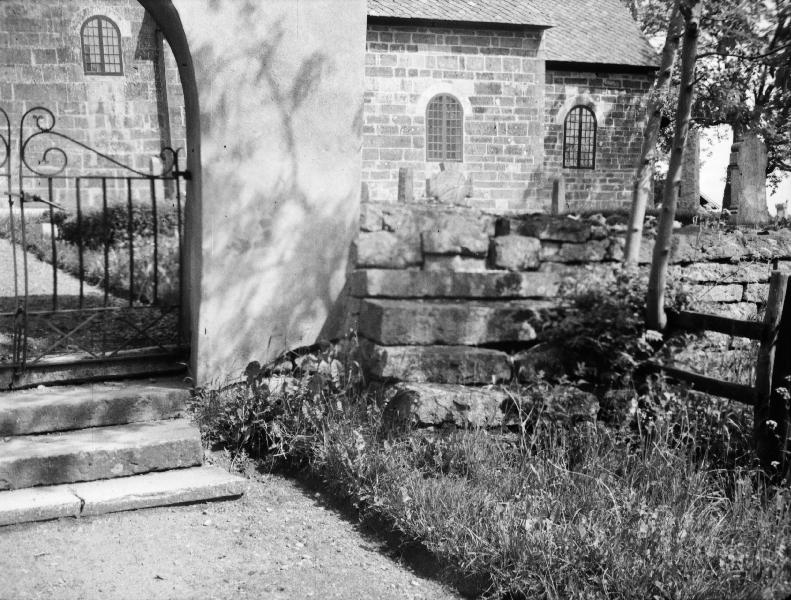
Stiglucka (port) med en äldre trappa till höger.
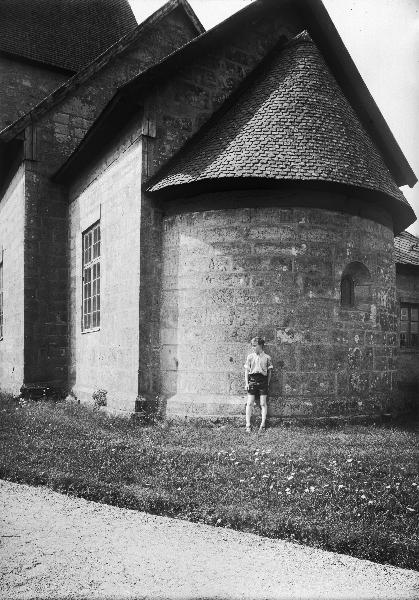
Kyrkan i Kinne-Vedum är snarlik kyrkan i Skälvum.
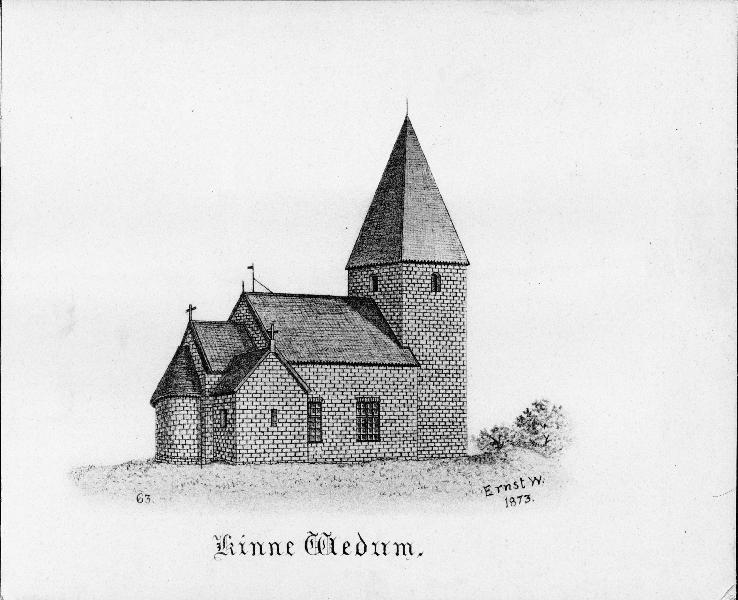
Kinne-Vedums kyrka enligt Ernst Wennerblad, 1873.
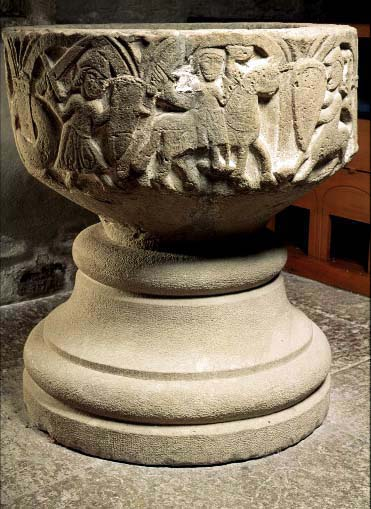
Skälvums nuvarande dopfunt, från andra halvan av 1100-talet. Foten är helt nytillverkad.

Den nuvarande dopfunten i Skälvum hänförs till den s.k.Skaragruppen av SHM och experterna där. Attributionen till Othelric gjordes ursprungligen av S.A Hallbäck 1971. Svanberg menar dock att motiven på Skälvums dopfunt stämmer väl med Othelrics figurstil. SHM skriver att: " funten föres vanligtvis till Othelric, vars namn återfinnes på kyrkans tympanon, ett namn som torde avse byggherren, inte stenmästaren; i stilistiskt avseende föreligger ingen likhet mellan tympanonfältet och de funtar som förts in under Othelric"  Att experterna är oeniga kan bero på att funten är gjord av någon mindre skicklig underställd stenhuggare i Othelrics grupp. Den är kanske något klumpigare utförd än andra arbeten, som troligen är gjorda av mästarens egen hand. Dessutom är det inte alls omöjligt att en framgångsrik utländsk bildad stenmästare också kunde vara byggherre, i synnerhet om vi beaktar att Othelric kanske hade Biskop Bengts stöd.

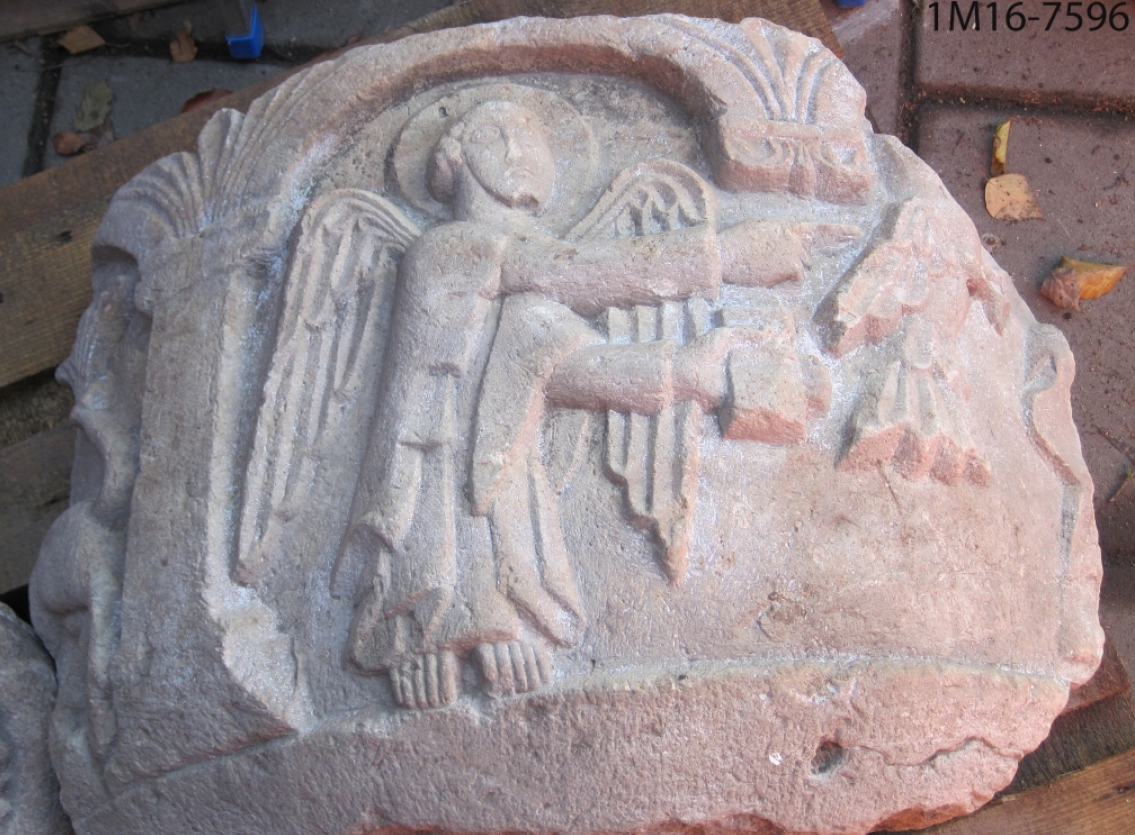
Othelrics dopfunt från Sävare
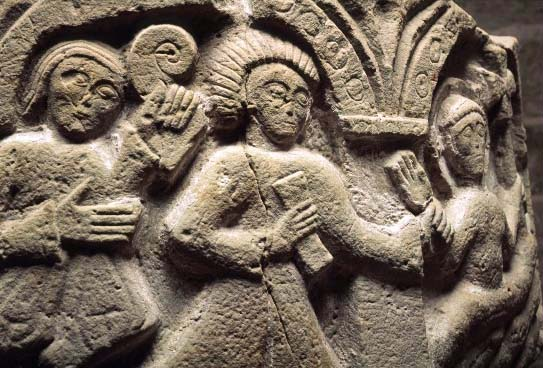
Skälvumfunten med Johannes Döparen som håller i en persons arm inför dopet.
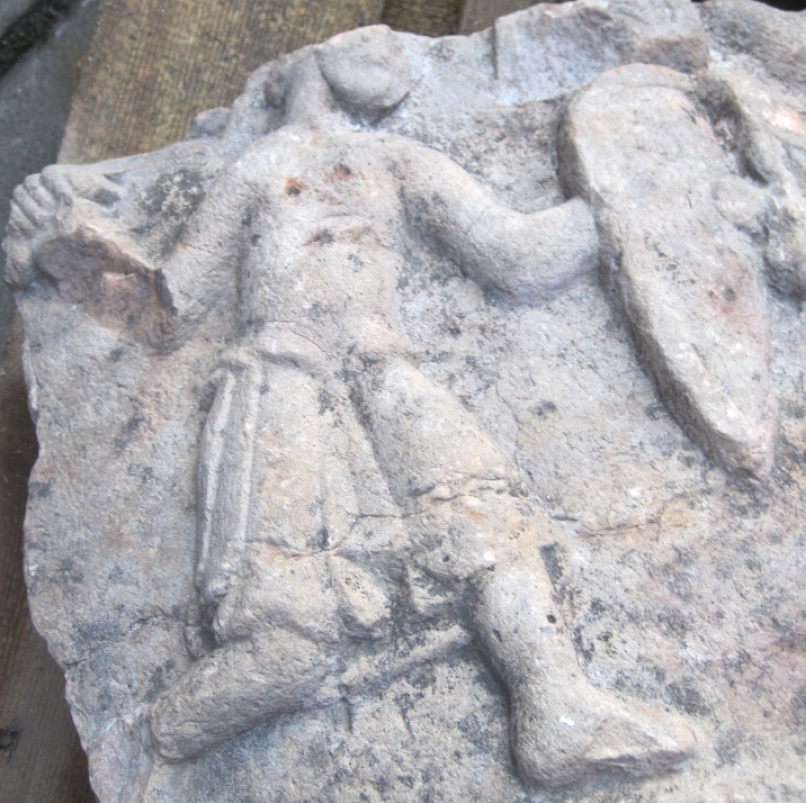
Othelric
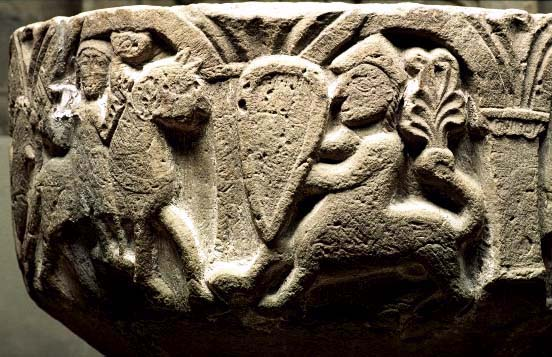
Skälvum

## Sävare kyrka

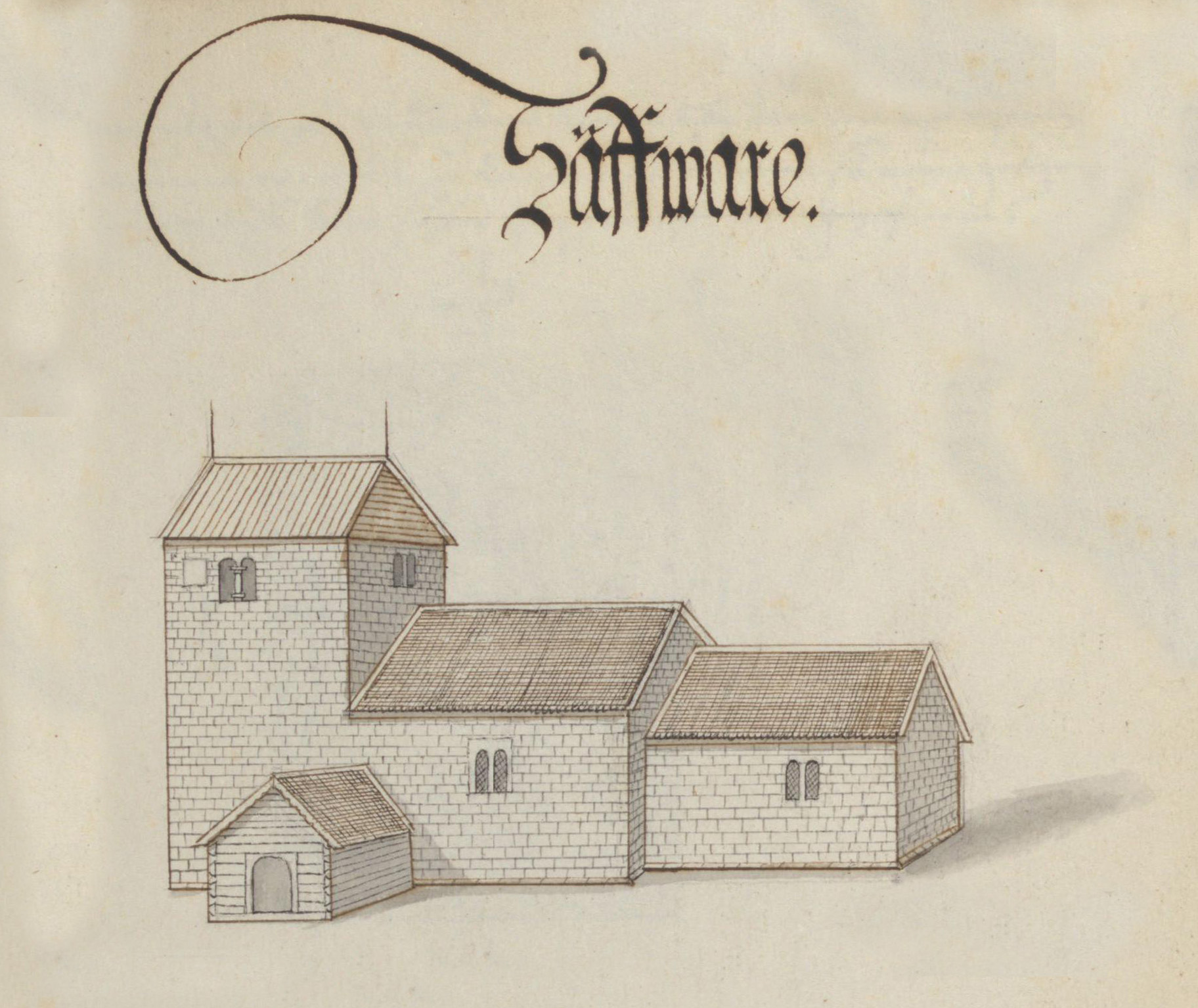
Sävare medeltida kyrka runt 1670, men den är riven sedan länge. Den nya kyrkan invigdes 1883. (Bild: Peringskiöld)

Under en period fungerade Edåsa kyrka som magasin/museum och fotografierna på de medeltida objekten från Sävare nedan är tagna då. De två första är dock helt nytagna på Västergötlands museum. Museets beskrivning av denna söndriga dopfunt lyder enligt följande: 
"Dopfuntscuppa, kalkformad, i fyra delar. Huggna reliefer i form av figurer med fylliga, rundade
kroppsvolymer mot en släthuggen bakgrund. Centralt motiv är Kristi dop. Till vänster om Kristus
står Johannes Döparen och håller i om katekumenens arm och en kvist eller bok i andra handen. I
nära anslutning finns en örnliknande fågel och en ängel. två stridsscener dels mellan en
beväpnad man til fots och en drake, dels mellan en ryttare och en kentaur.
Cuppan kan eventuellt ha tillverkats av Mäster Othelric."

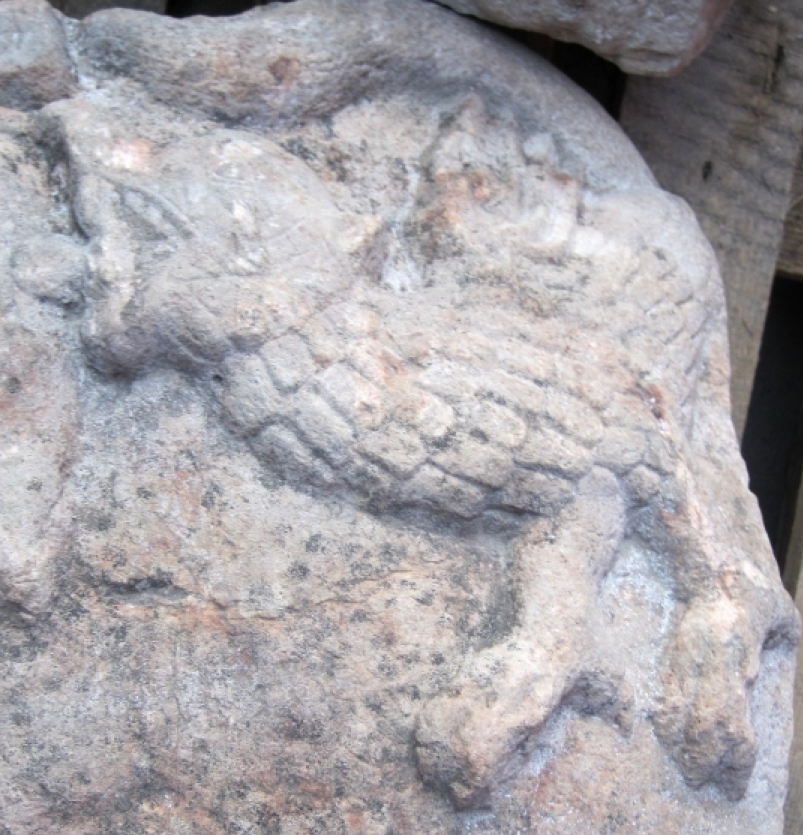
Fjälligt monster av Othilric
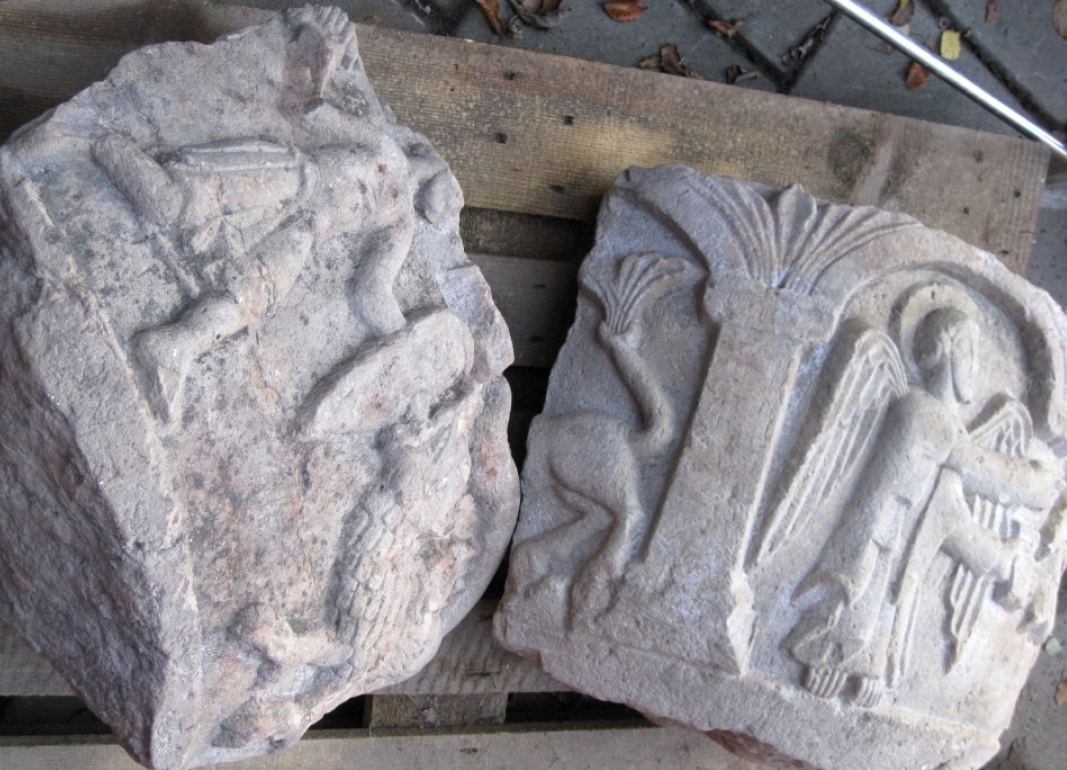
Fragment från en dopfunt av Othilric på museum.
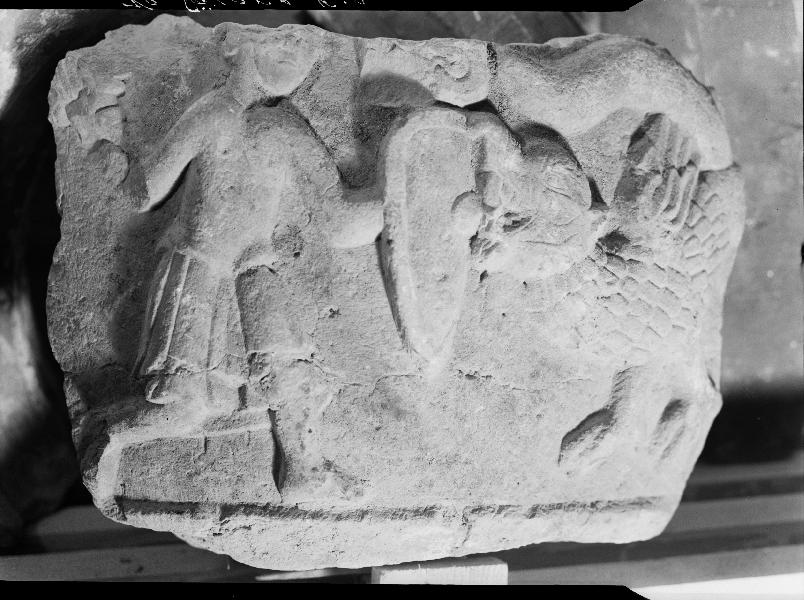
Dopfuntsfragment av Othelric.
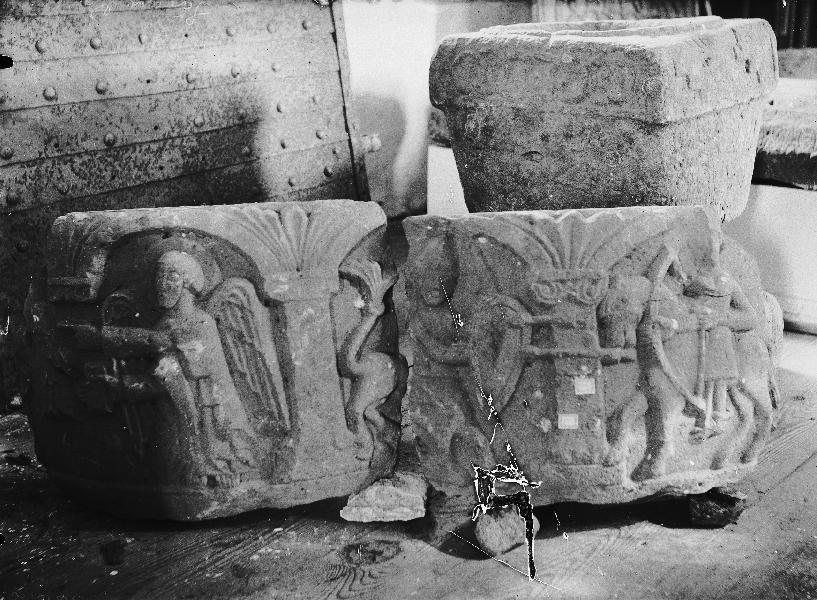
Othelrics söndriga cuppa i magasinet vid förra sekeskiftet.
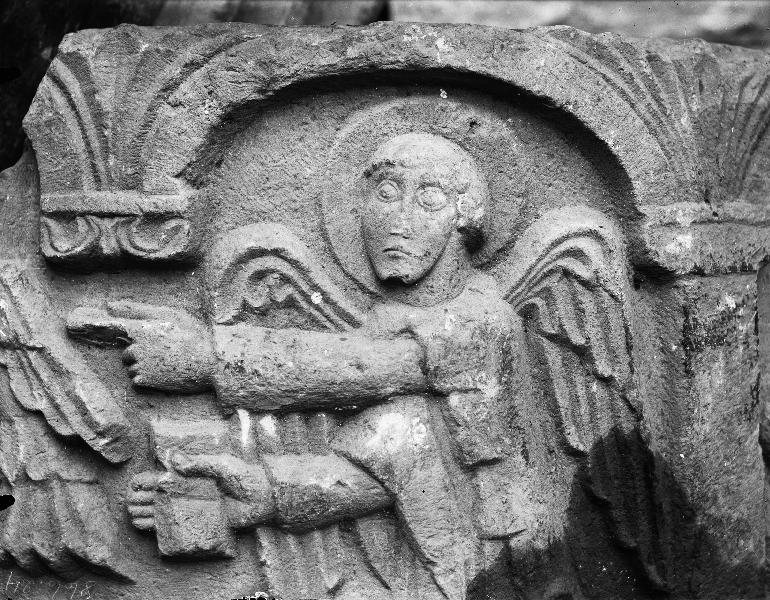
Ängel med snarlika vingar som de på altarframstycket i Skälvum.
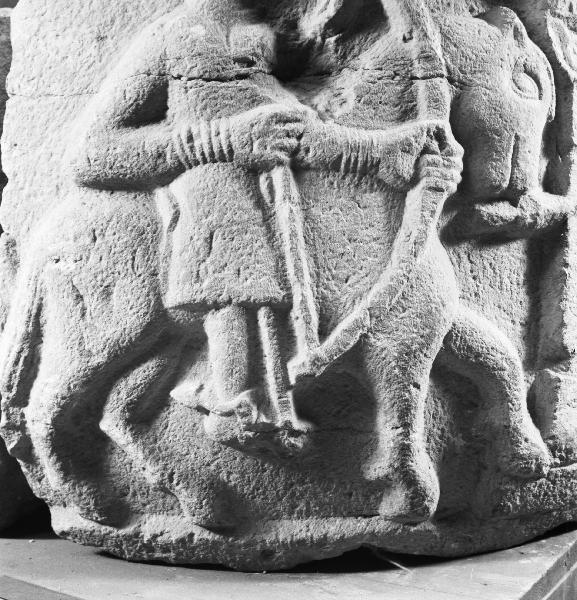
Foto: Iwar Andersson (1904 - 1985)
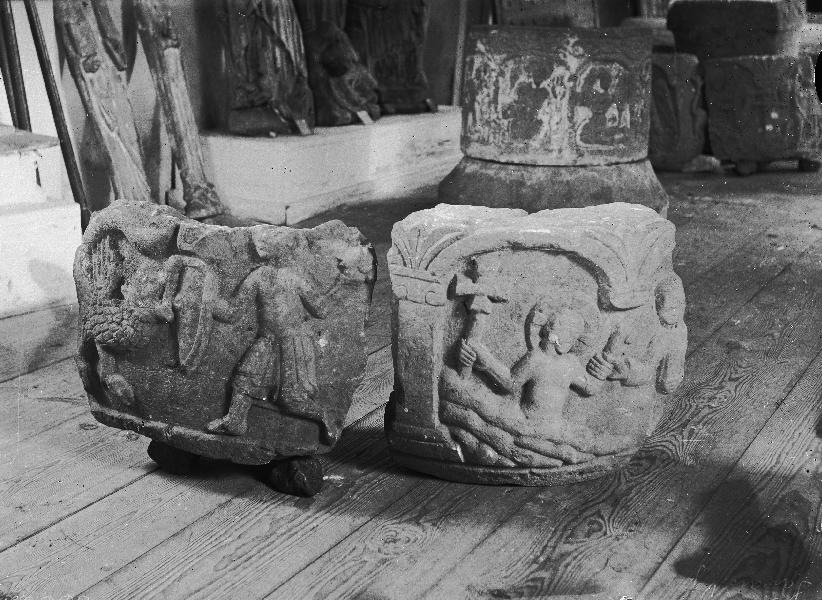
Foto Anders Roland (1879 - 1926) Här håller Johannes döparen en figurs arm.
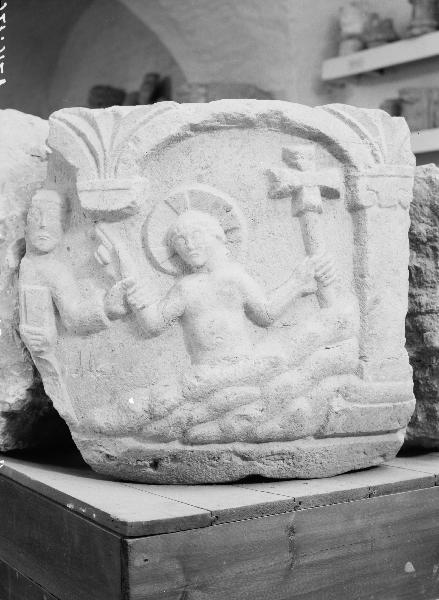
De avbrutna pelarna och  arkaden är ett återkommande stilgrepp.
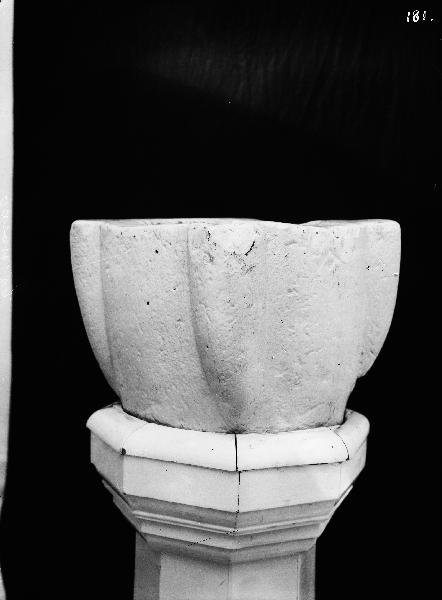
Vigvattenskål som tillskrivs Othelric
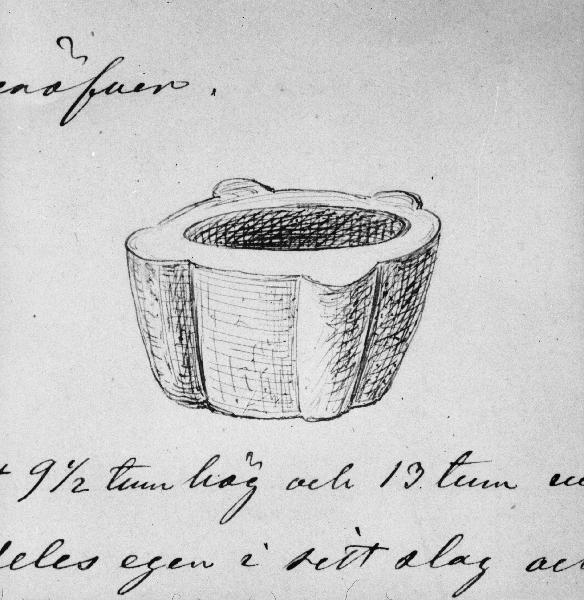
Dopfunt, ursprungligen vigvattenskål.
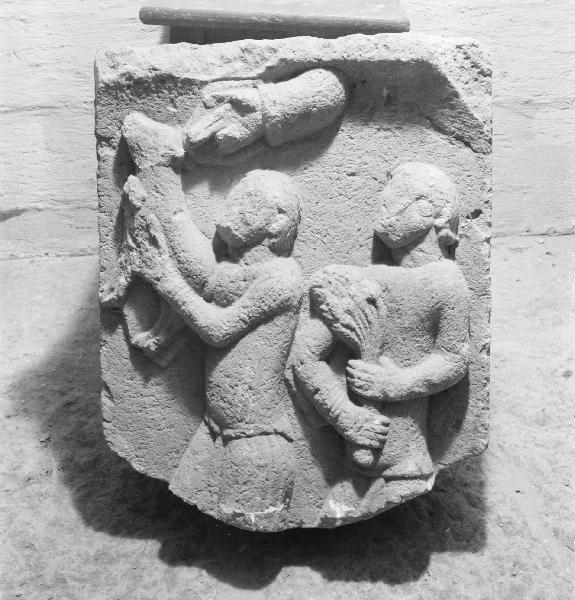
Kain och Abels offer, relief, nu på Västergötlands museum, Skara.

## Dopfunten i Skeby

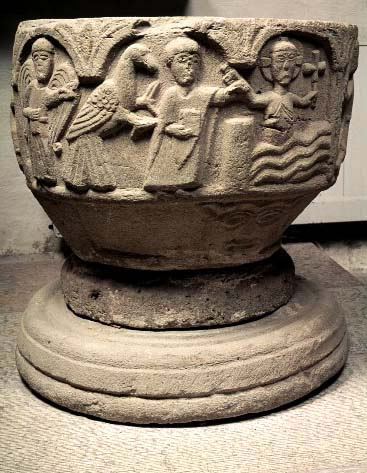
Johannes döper Jesus i Jordanfloden, i sällskap med den helige anden, duvan.
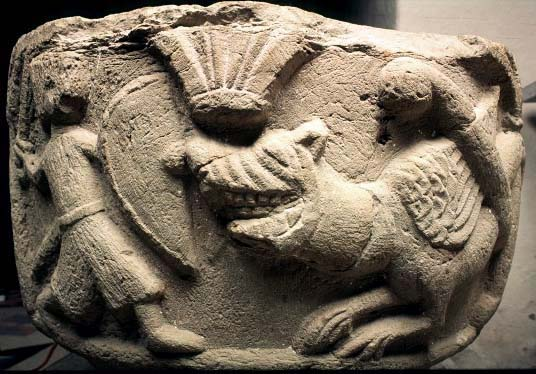
Soldat i strid med drake. Othelrics typiska avbrutna kolonetter mellan arkaderna..
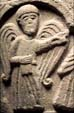
Den assisterande ängeln.
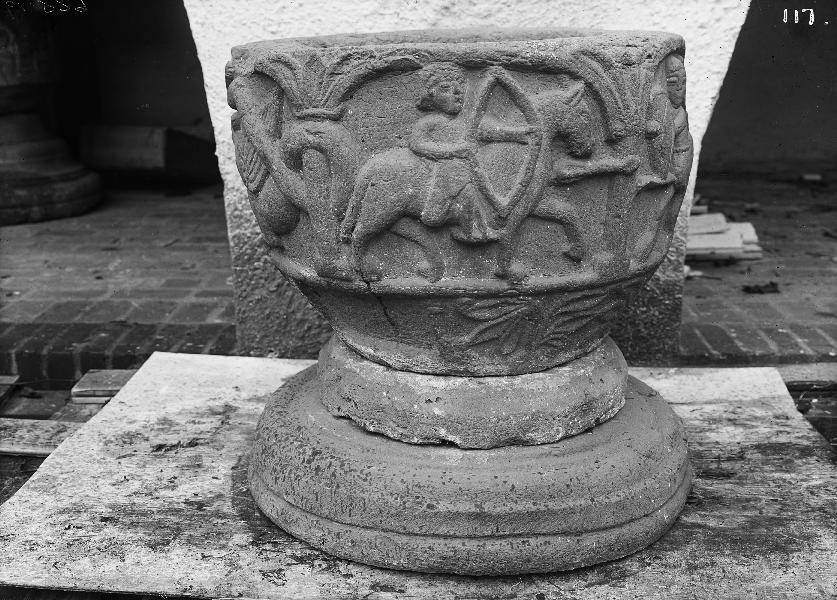

## Hällstadmonumentet

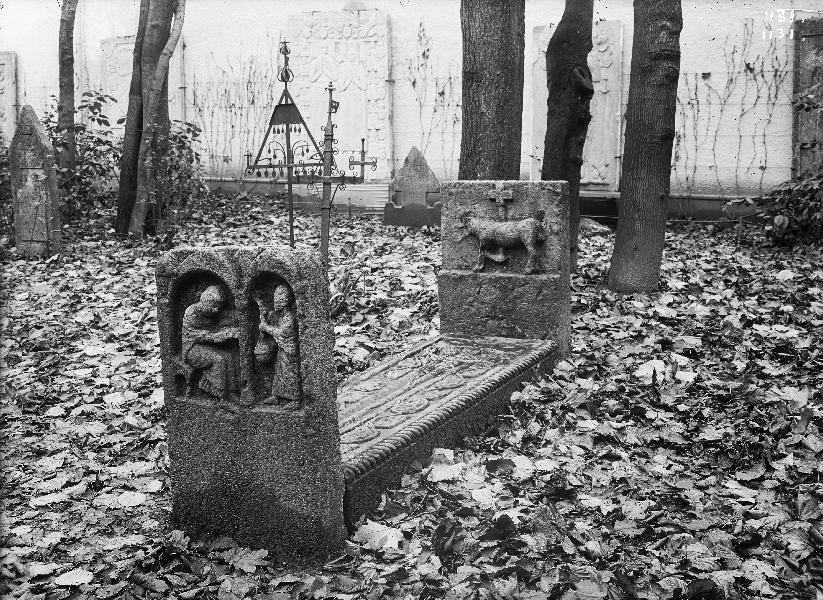
Hällstadmonumentet på besök i Göteborg för en utställning på 1920-talet.

Detta romanska stenmonument anses av experterna Svanberg, Agneta Hamberg och Markus Dahlberg vara utfört av Othelrics hand. Det måste ha utförts åt en mycket välbeställd stormannasläkt, kanske från borgen Fagranäs nära grannkyrkan Södra Ving. Monumentet står fortfarande på kyrkogården vid Hällstad kyrka.